# アフリカズ・コネクションSTP
アフリカズ・コネクションSTP（Africa's Connection STP）は、サントメ・プリンシペの首都サントメを拠点とする航空会社。西アフリカと中央アフリカに定期旅客便を運航する。

## 就航路線
2014年5月現在、以下の空港に就航している。
|  | ハブ     |
|  | 就航予定 |
|  | 廃止     |

## 機材
2014年5月現在、以下の機材で運行している。